# Aethioppia oligochaeta
Aethioppia oligochaeta är en kvalsterart som först beskrevs av Sandór Mahunka 1984.  Aethioppia oligochaeta ingår i släktet Aethioppia och familjen Oppiidae. Inga underarter finns listade i Catalogue of Life.